# Dworzec autobusowy w Białymstoku
Dworzec autobusowy w Białymstoku – dworzec obsługujący ruch lokalny i dalekobieżny w Białymstoku. Zarządzającym obiektem jest spółka Podlaska Komunikacja Samochodowa „NOVA” S.A, która ma tam również swoją siedzibę.

## Historia
W roku 1975 rozpoczęto budowę nowego dworca PKS, który miał stanowić integralną cześć wraz z dworcem kolejowym. Pierwotne plany zostały jednak zmienione i obiekt został znacząco zmniejszony. Nie wybudowano m.in. dwunastokondygnacyjnego biurowca. Uroczyste oddanie dworca do użytku miało miejsce 26 lipca 1986 roku.
W 2016 r. ogłoszono przetarg na budowę nowego dworca autobusowego. 29 maja 2017 wmurowano akt erekcyjny, uroczyście rozpoczynając budowę nowego obiektu, który został oddany do użytku w dniu 11 grudnia 2017 roku.

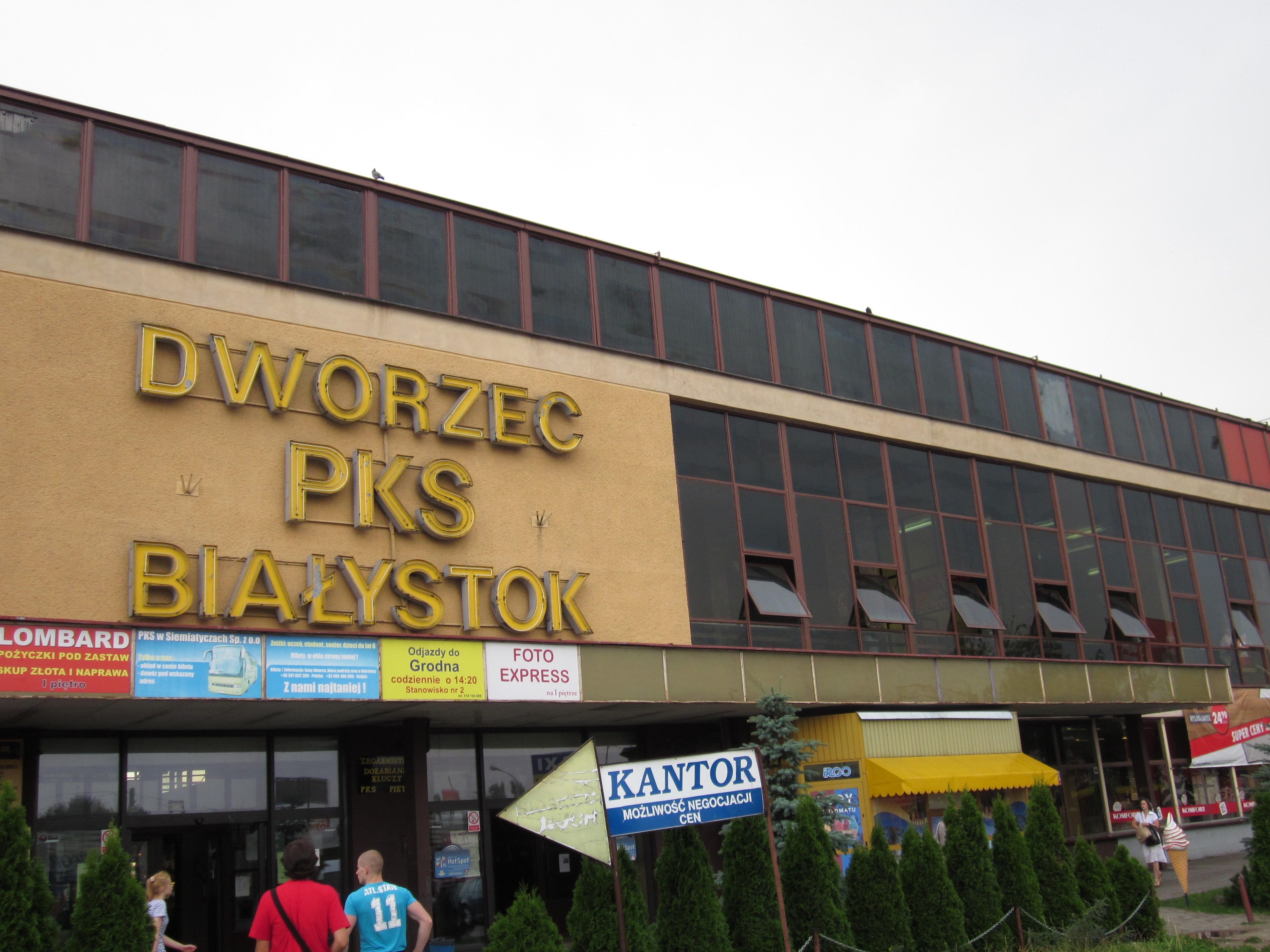
Stary budynek dworca.
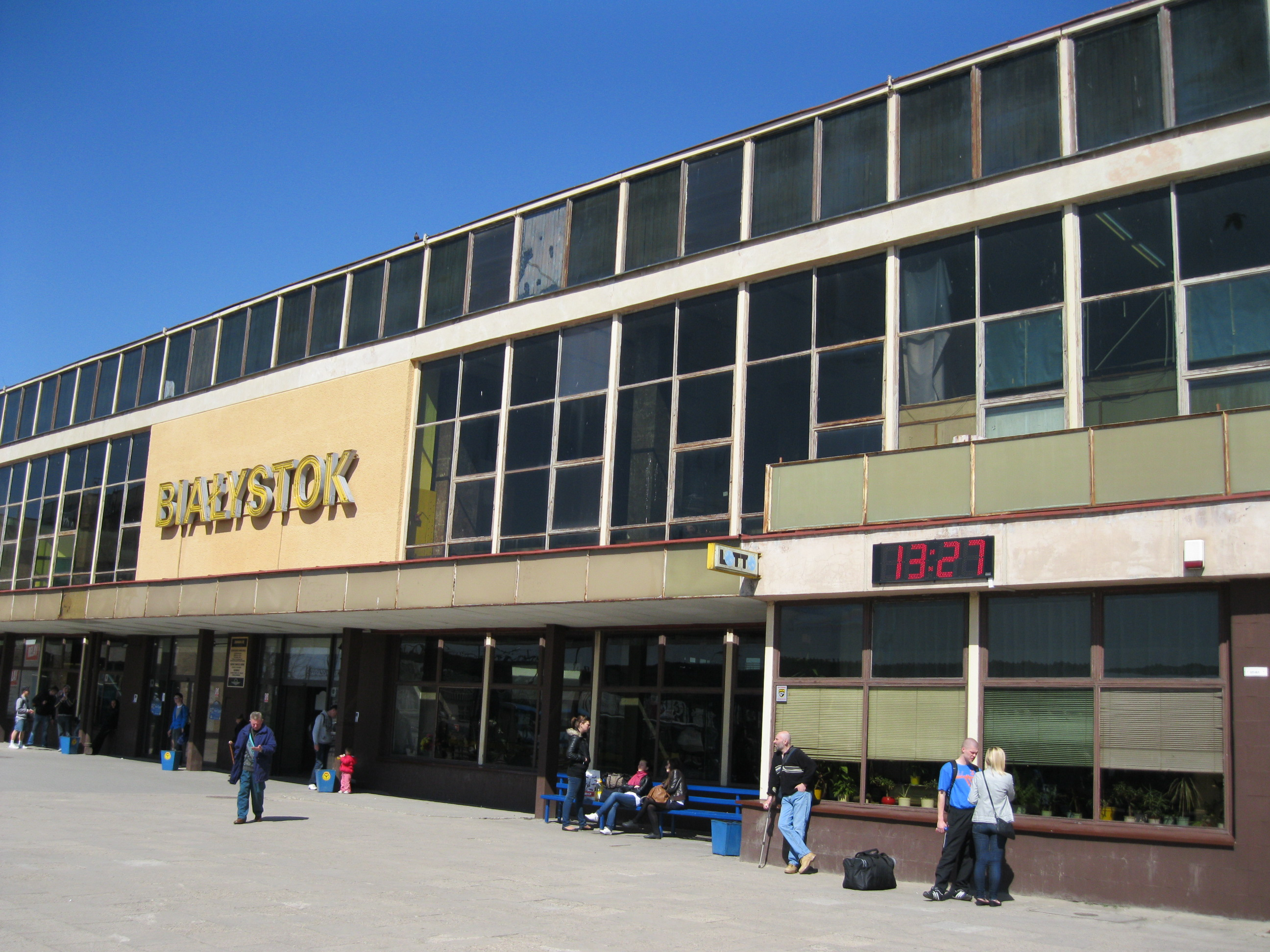
Stary budynek dworca.
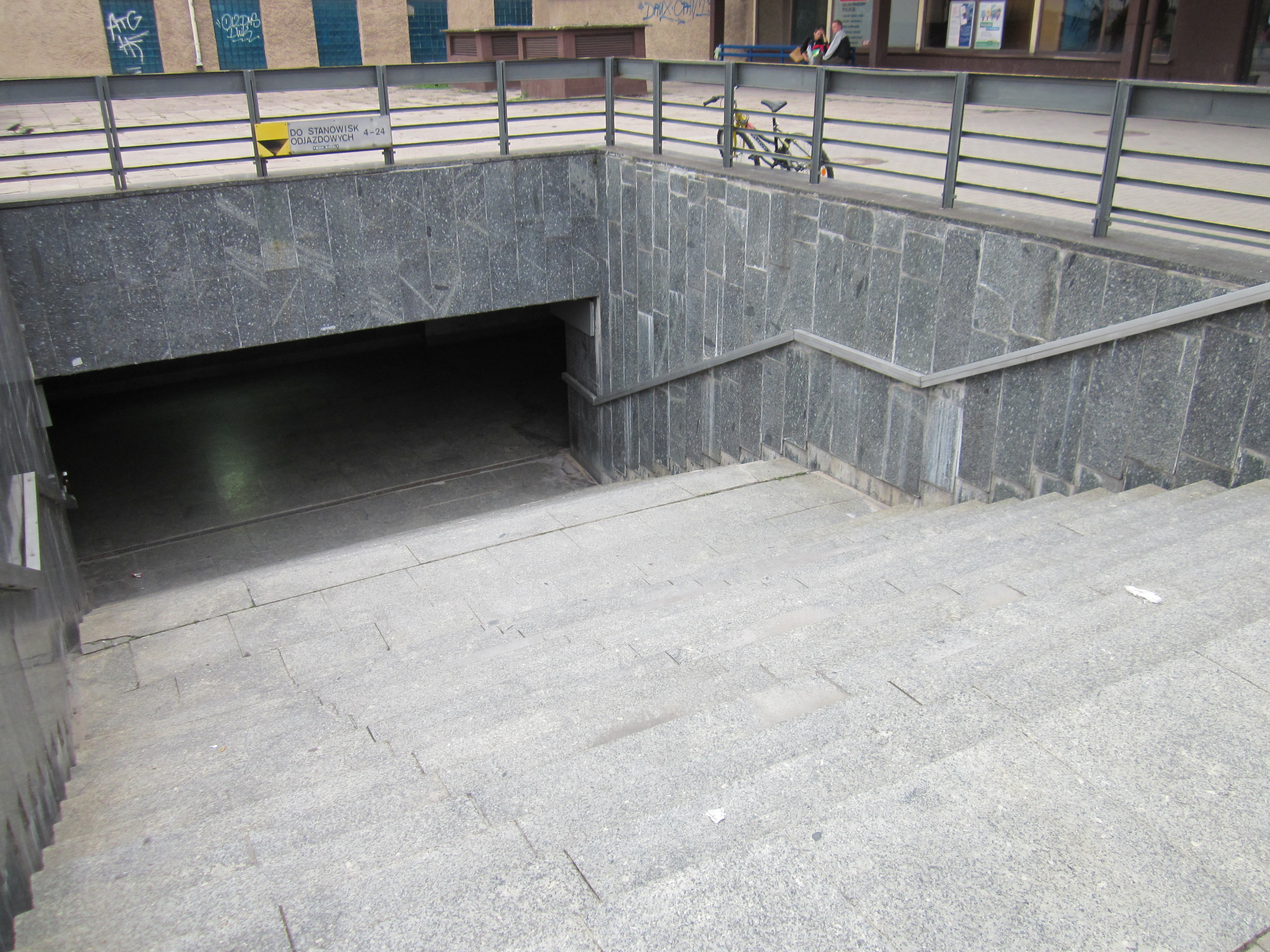
Przejście podziemne na starym dworcu PKS.
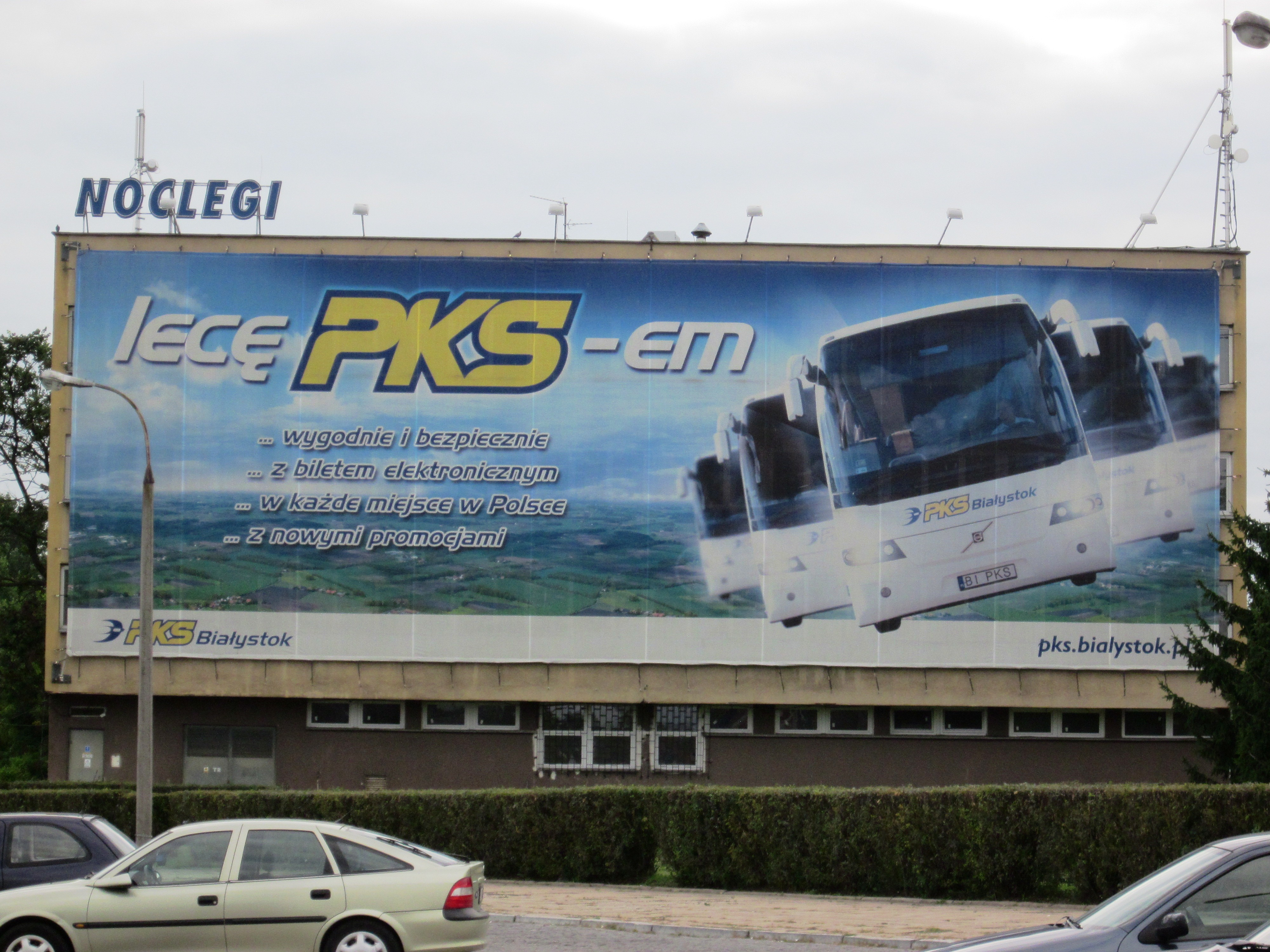
Hotel PKS
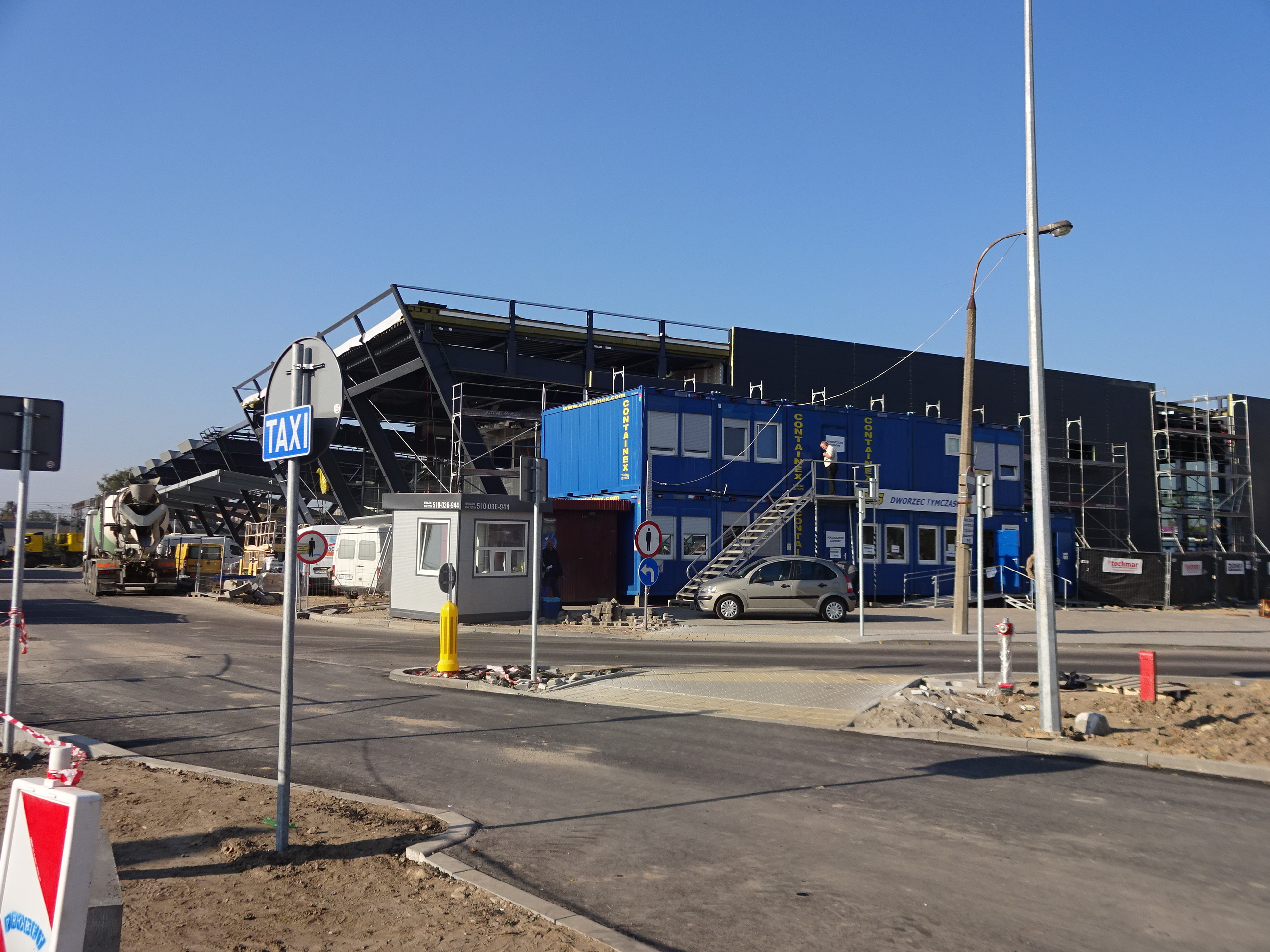
Nowy budynek dworca w trakcie budowy.
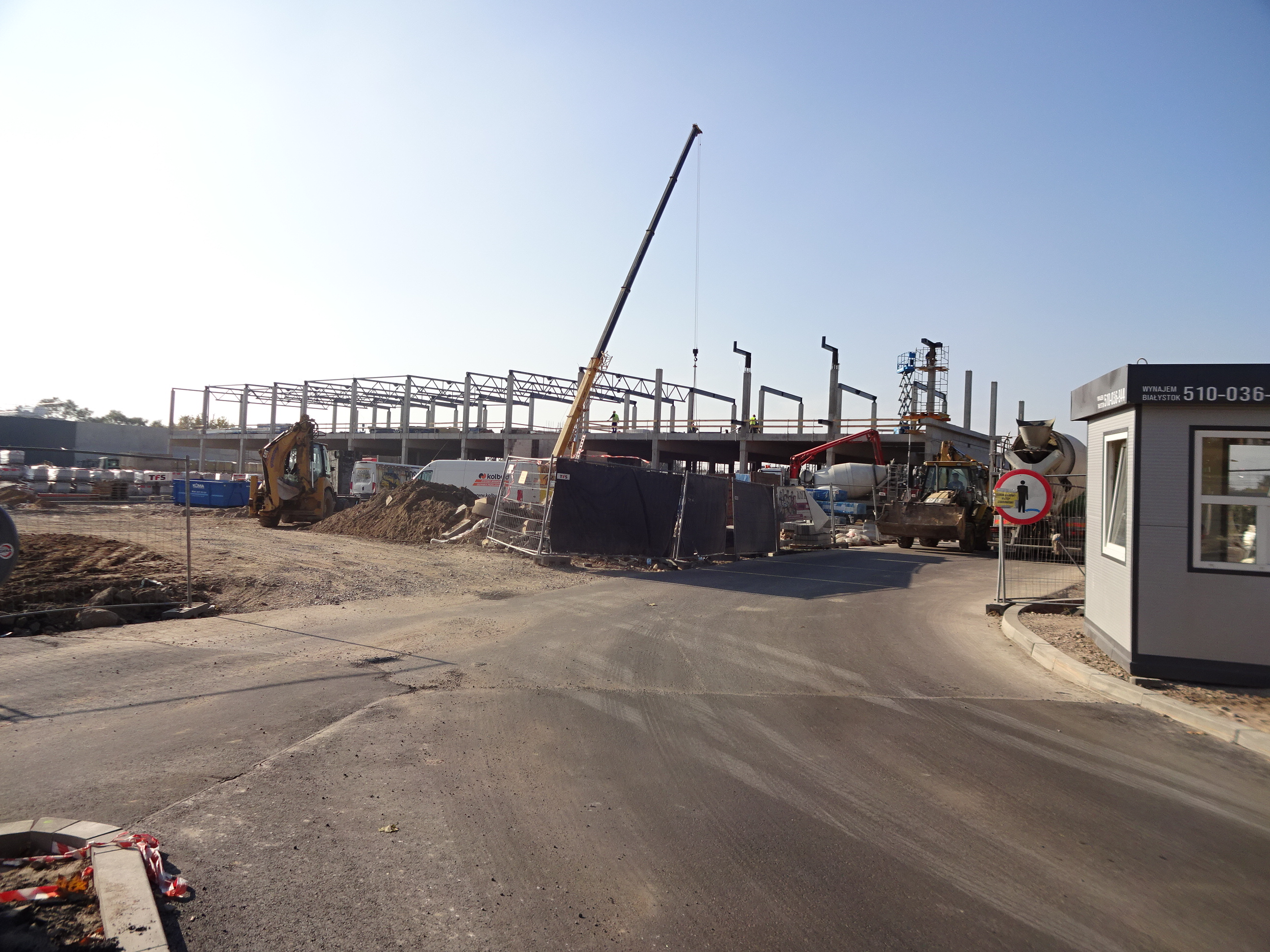
Nowy budynek dworca w trakcie budowy.
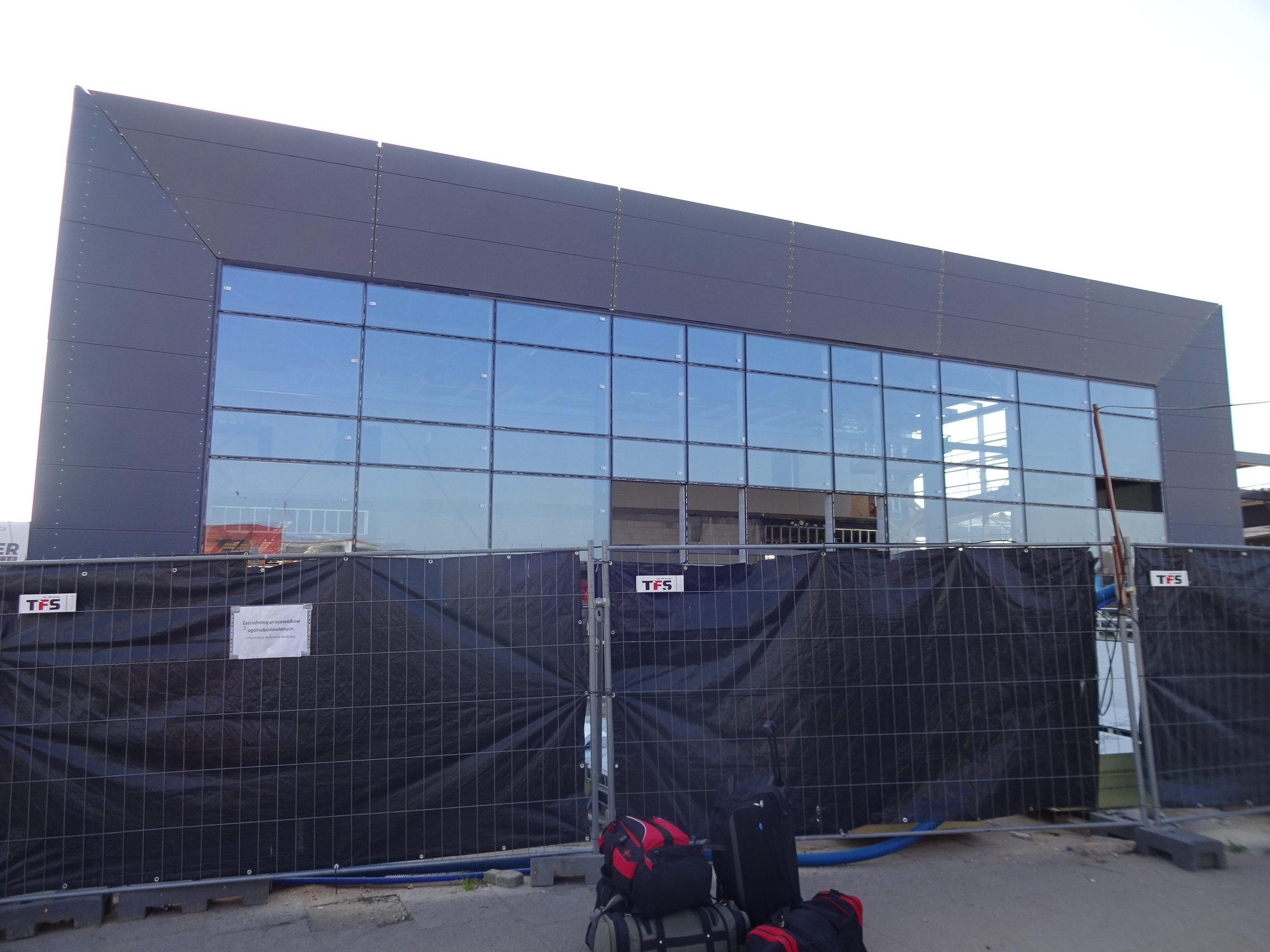
Nowy budynek dworca w trakcie budowy.
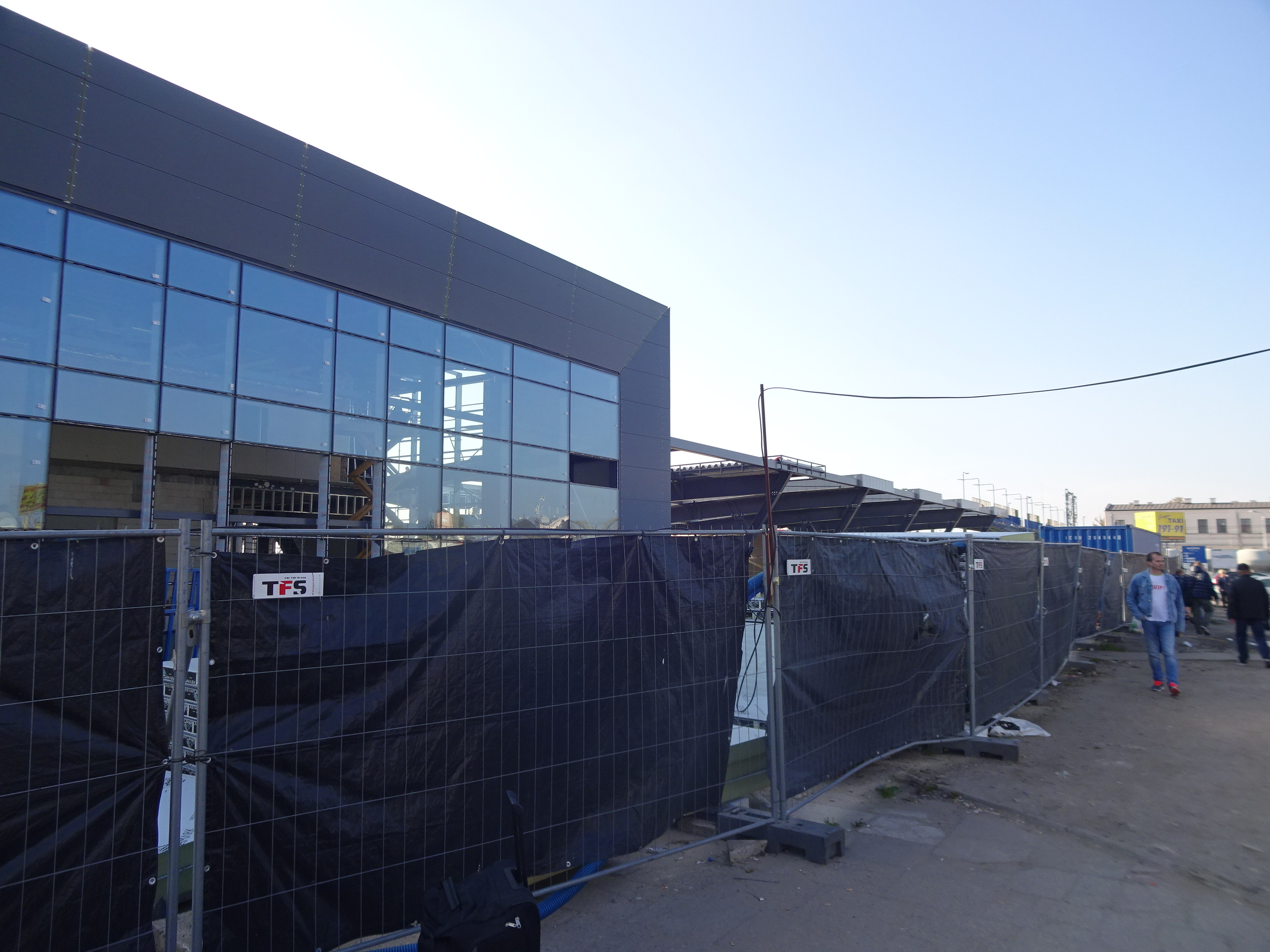
Nowy budynek dworca w trakcie budowy.
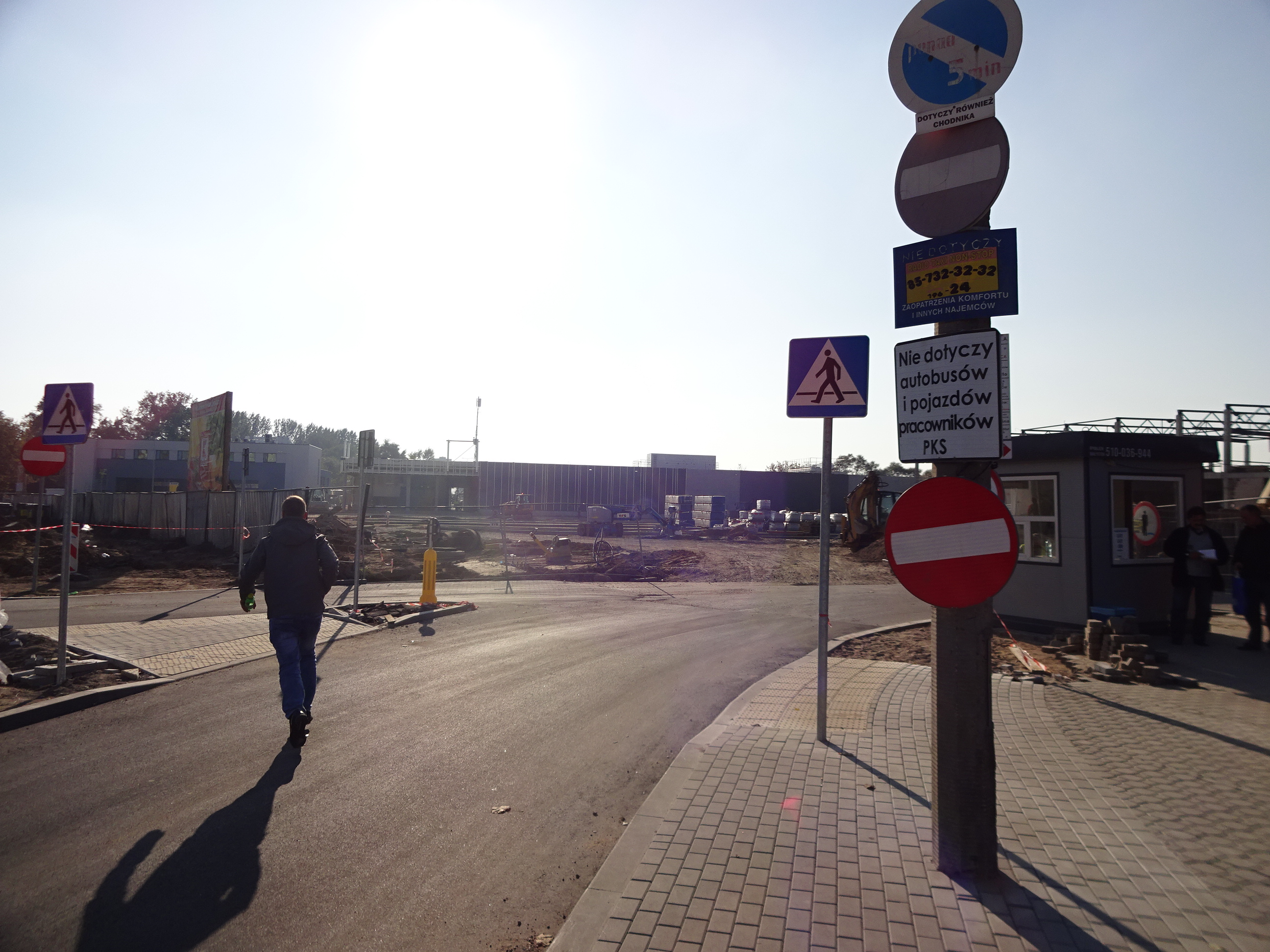
Nowy budynek dworca w trakcie budowy.
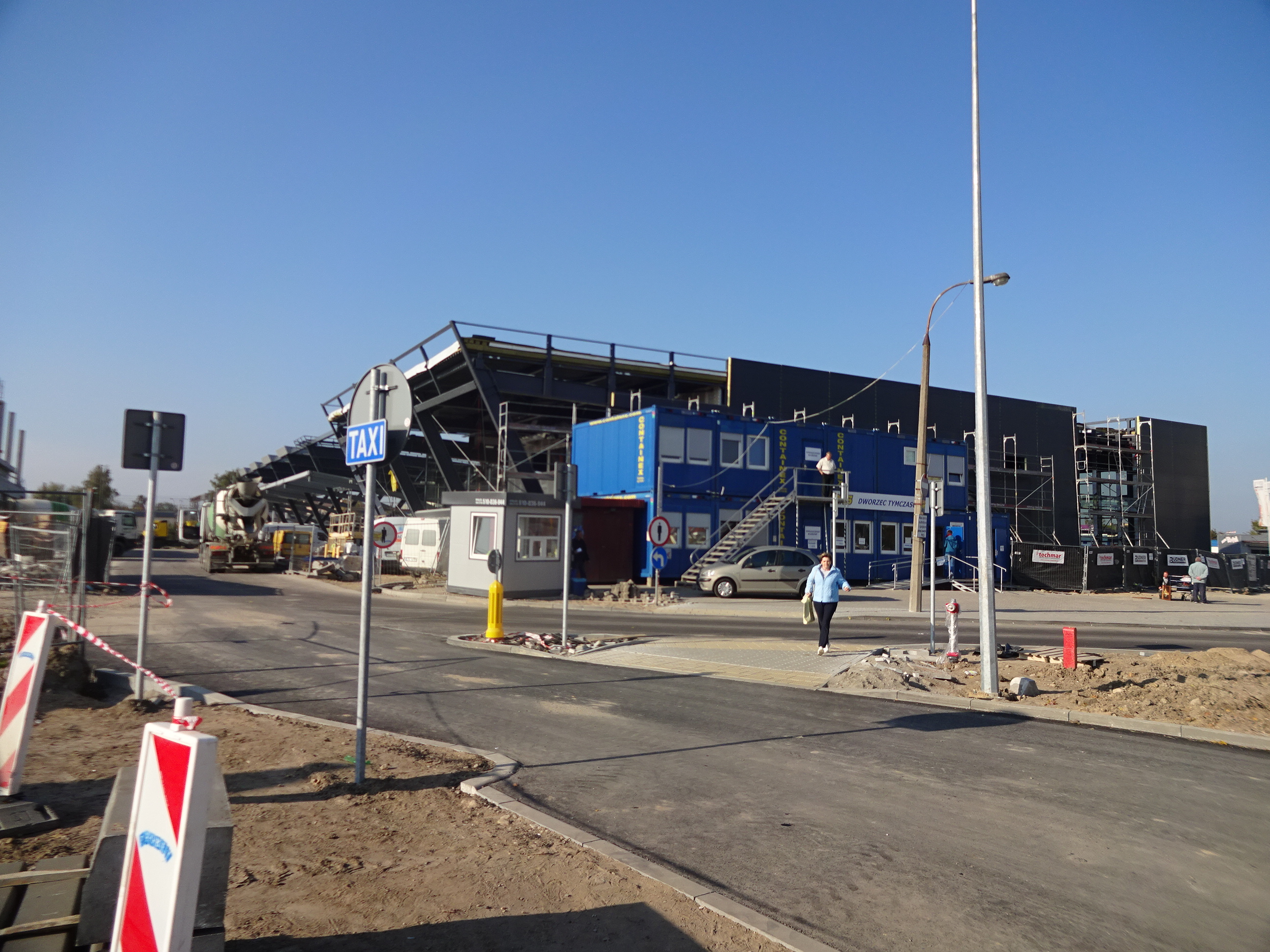
Nowy budynek dworca w trakcie budowy.
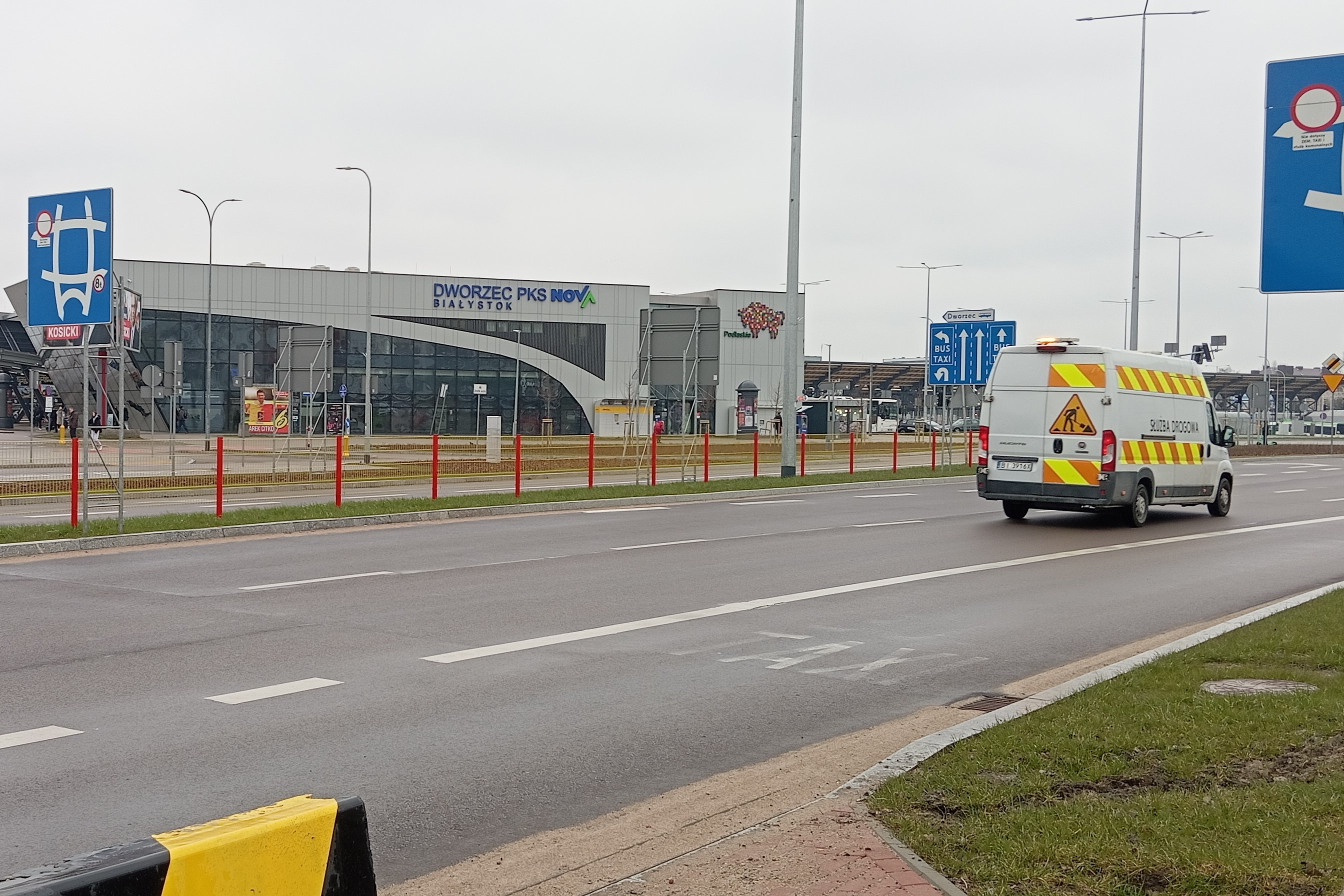
Budynek dworca PKS, marzec 2024

## Przewoźnicy
Z dworca korzystają następujący przewoźnicy autobusowi:
- Ecolines
- Garden Service
- KiMPO
- Kurier S.C. Jankowscy
- PKS Nova SA
- PKS w Elblągu Sp. z o.o.
- TRANS-KOM PKS Sp. z o.o.
- Żak Express

## Otoczenie
W pobliżu budynku stworzono pierwszą w Białymstoku zatokę postojową Kiss and ride.
W pobliżu dworca znajduje się stacja kolejowa Białystok, centrum przesiadkowe Białostockiej Komunikacji Miejskiej, Centrum Handlowe „M park” (dawniej „Przy Dworcu”).

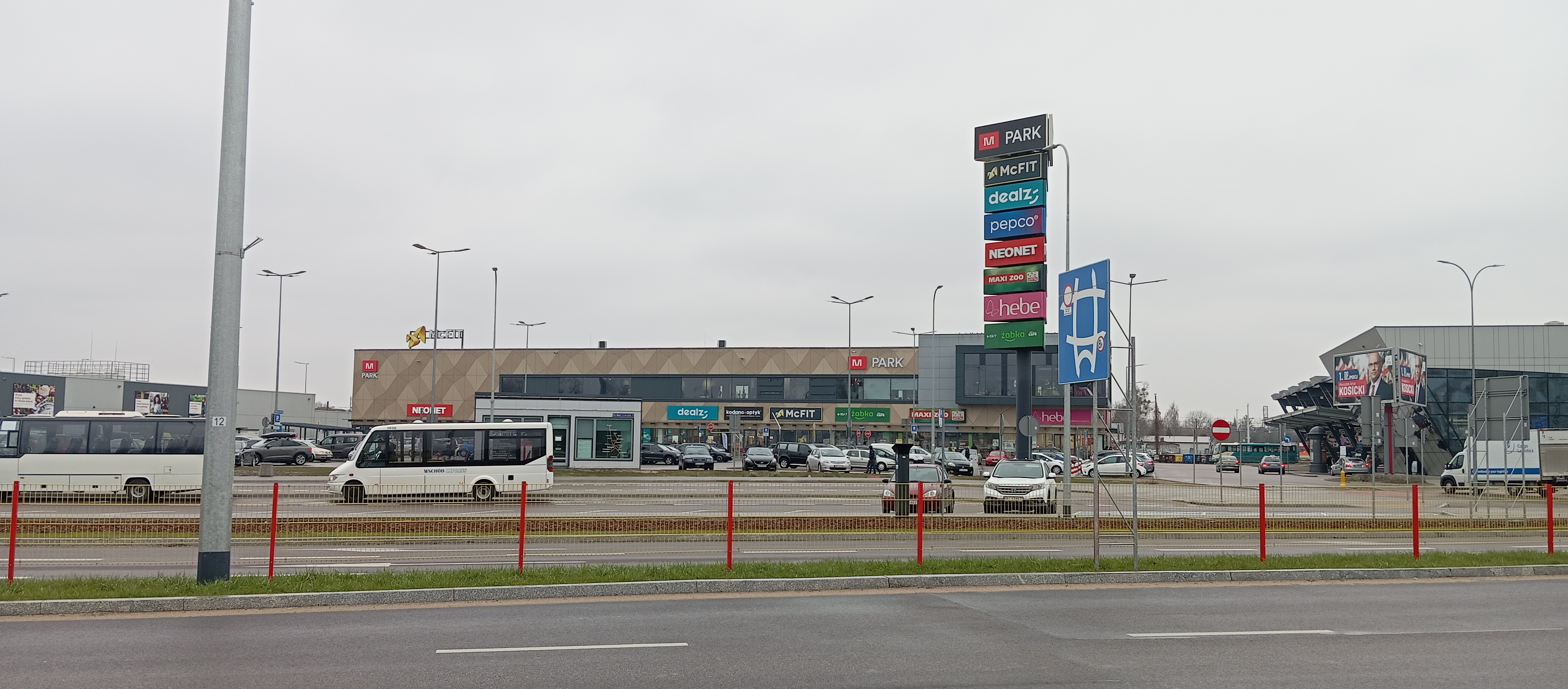
Galeria M Park

Nieistniejące: Centrum Handlowe "Park"

### Dojazd do dworca
- autobusami komunikacji miejskiej: 19, 20, 22, 23, 27, 29, 100, 107, N2.
- rowerem miejskim Białostockiej Komunikacji Rowerowej BikeR – stacja 8514 Boh. Monte Cassino/Wyszyńskiego.